# Are You Ready (Disturbed-Lied)
Are You Ready (englisch für Bist du bereit) ist ein Lied der US-amerikanischen Metal-Band Disturbed. Es wurde am 16. August 2018 über Reprise Records veröffentlicht und ist die erste Single des siebten Studioalbums Evolution.

## Inhalt
Are You Ready ist ein Alternative-Metal-/Hard-Rock-Lied, das von den vier Bandmitgliedern Dan Donegan, David Draiman, John Moyer, Mike Wengren und Kevin Churko geschrieben wurde. Der Text ist in englischer Sprache verfasst. Are You Ready ist 4:21 Minuten lang, wurde in der Tonart G-Dur geschrieben und weist ein Tempo von 100 BPM auf. Produziert wurde das Lied von Kevin Churko. Aufgenommen wurde der Titel im The Hideout Recording Studio in Las Vegas. Gitarrist Dan Donegan schrieb die Musik für das Lied bereits im Jahre 2004. Er konnte das Lied seinerzeit nicht komplettieren und legte den Titel in sein Archiv. Als die Band an ihrem Album Evolution schrieb holte Donegan seine Idee wieder hervor und stellte sie seinen Bandkollegen vor. Sänger David Draiman wurde laut Donegan von der Musik gleich angezogen und begann gleich, eine Melodie zu scatten.
David Draiman beschrieb das Lied als einen Aufruf an die Menschen, sich nicht länger zur Beute der Mächtigen zu machen, die durch Teilung und Schwäche florieren. Menschen würden an der nächsten Schlagzeile kleben. Wenn die Welt in Angst lebt würden diejenigen, die versuchen, jemanden zu kontrollieren, ein einfacheres Leben haben. Für das Lied wurde ein Musikvideo veröffentlicht, bei dem Robert Schober Regie führte. Während die Band das Lied in einem Kellerraum vor Publikum aufführt, wird der Protagonist von Drohnen gejagt. Laut David Draiman spielen diese Szenen in einer futuristischen Welt, in der die Regierung die Menschen unterdrückt.

## Rezeption

### Rezensionen
Fabian Bernhardt vom Onlinemagazin Metal.de bezeichnete Are You Ready als grandiosen Einstieg in das Album und lobte das brachiale Riff, dass sich direkt in den Gehörgängen festsetzt und den unvergleichlichen Gesangsstil von David Draiman. Spencer Kaufman vom Onlinemagazin Consequence schrieb, dass Are You Ready „dem Regelwerk der Band folgt“ und „einen stürmischen Start in das Album Evolution bietet“. Paul Brown vom Onlinemagazin Wall of Sound beschrieb Are You Ready als 100 % Dad Rock. Die „gealterte Band würde jetzt Musik machen, die die Massen von älteren Generationen ansprechen“.

### Musikpreise
Are You Ready wurde bei den iHeartRadio Music Awards 2019 in der Kategorie Rock Song of the Year nominiert. Der Preis ging jedoch an Greta Van Fleet mit Safari Song.

## Kommerzieller Erfolg

### Chartplatzierungen
Are You Ready erreichte Platz eins der Billboard Mainstream Rock Songs. Für die Band war es der achte Nummer-eins-Hit in diesen Charts, die nach Einsätzen im Radio ermittelt wird.
| ChartsChartplatzierungen            | Höchstplatzierung | Wochen |
| ----------------------------------- | ----------------- | ------ |
| Vereinigte Staaten (Billboard Rock) | 12 (21 Wo.)       | 21     |

### Auszeichnungen für Musikverkäufe
| Land/Region               | Auszeichnungen für Musikverkäufe (Land/Region, Auszeichnung, Verkäufe) | Verkäufe |
| ------------------------- | ---------------------------------------------------------------------- | -------- |
| Kanada (MC)               | Gold                                                                   | 40.000   |
| Vereinigte Staaten (RIAA) | Gold                                                                   | 500.000  |
| Insgesamt                 | 2× Gold ·                                                              | 540.000  |